# クレイ郡 (フロリダ州)
クレイ郡（英: Clay County）は、アメリカ合衆国フロリダ州の北東部に位置する郡である。人口は21万8245人（2020年）。郡庁所在地はグリーンコーブスプリングスであり、同郡で人口最大の町は国勢調査指定地域のレイクサイドである。
クレイ郡はジャクソンビル大都市圏に属している

## 歴史
クレイ郡は1858年12月31日にデュバル郡から分離して設立された。郡名は、著名政治家であり、ケンタッキー州選出アメリカ合衆国上院議員、アメリカ合衆国国務長官を務めたヘンリー・クレイに因んで名付けられた。
クレイ郡はかつて北部州から訪れる観光客の目的地になっていた。癒し効果のある温泉と温暖な気候が売り物だった。蒸気船でグリーンコーブスプリングス市にあるセントエルモ、クラレンドン、オークランドなどのホテルに観光客を連れてきた。観光客の中でもグロバー・クリーブランド大統領が有名であり、ホワイトハウスまで泉水を運ばせた。観光地としての人気は19世紀後半の30年間がピークだった。ヘンリー・フラグラーがフロリダ東海岸鉄道をパームビーチやマイアミなどさらに南の観光地まで伸ばしたので、クレイ郡の人気は衰えていった。
クレイ郡の歴史には軍隊も重要な役割を果たしてきた。1939年、郡中央のキングスレー湖沿いにキャンプ・ブランディングが開設された。この広さ28,000エーカー (110 km2) の施設をフロリダ州軍が開発した。第二次世界大戦中、9万人以上の兵士を訓練し、州内でも4番目に大きな「都市」になった。グリーンコーブスプリングス市のリー飛行場は航空訓練センターだった。戦後、リー飛行場は予備役艦隊の基地になった。1960年代初期にリー飛行場が閉鎖されたが、キャンプ・ブランディングは現在も現役である。近くのデュバル郡にあるジャクソンビル海軍航空基地やメイポート海軍補給基地で働く軍人からは、クレイ郡が人気のある住宅地として選ばれている。

## 地理
アメリカ合衆国国勢調査局に拠れば、郡域全面積は643.69平方マイル (1,667.1 km2)であり、このうち陸地601.11平方マイル (1,556.9 km2)、水域は42.59平方マイル (110.3 km2)で水域率は6.62%である。

### 主要高規格道路
- アメリカ国道17号線
- アメリカ国道301号線
- フロリダ州道15号線
- フロリダ州道16号線
- フロリダ州道21号線
- フロリダ州道23号線
- フロリダ州道100号線
- フロリダ州道200号線

### 隣接する郡
- デュバル郡 - 北
- セントジョンズ郡 - 東
- パットナム郡 - 南
- ブラッドフォード郡 - 西
- ベイカー郡 - 北西

### 自然地形
- アズブリー湖

## 人口動態
郡民の多くは大規模郊外型の町が建設された北部に住んでいる。オレンジパークやミドルバーグ周辺に多い。郡の人口は多い方だが、郡域の大半は田園部であり、多くの農道や郡道はあまり維持されていない状態にある。
以下は2010年国勢調査による人口統計データである。
| 基礎データ - 人口: 190,865人 - 世帯数: 65,356 世帯 - 家族数: 39,390 家族 - 人口密度: 90人/km2（234人/mi2） - 住居数: 73,208軒 - 住居密度: 35軒/km2（89軒/mi2） 人種別人口構成 - 白人: 81.8% - アフリカン・アメリカン: 9.9% - ネイティブ・アメリカン: 0.5% - アジア人: 2.9% - 太平洋諸島系: 0.1% - その他の人種: 1.1% - 混血: 2.9% - ヒスパニック・ラテン系: 7.7% 年齢別人口構成 - 18歳未満: 28.0% - 18-24歳: 7.9% - 25-44歳: 30.3% - 45-64歳: 24.0% - 65歳以上: 9.8% - 年齢の中央値: 36歳 - 性比（女性100人あたり男性の人口） - 総人口: 97.0 - 18歳以上: 94.2 | 世帯と家族（対世帯数） - 18歳未満の子供がいる: 39.6% - 結婚・同居している夫婦: 63.8% - 未婚・離婚・死別女性が世帯主: 10.7% - 非家族世帯: 21.6% - 単身世帯: 16.9% - 65歳以上の老人1人暮らし: 5.5% - 平均構成人数 - 世帯: 2.77人 - 家族: 3.11人 収入と家計 - 収入の中央値 - 世帯: 48,854米ドル - 家族: 53,814米ドル - 性別 - 男性: 36,683米ドル - 女性: 25,488米ドル - 人口1人あたり収入: 20,868米ドル - 貧困線以下 - 対人口: 6.8% - 対家族数: 5.1% - 18歳未満: 8.9% - 65歳以上: 7.4% |

## 都市と町

### 法人化自治体
- グリーンコーブスプリングス市 - 郡庁所在地
- キーストーンハイツ町
- オレンジパーク町
- ペニーファームズ町

### 未編入の町
| - レイクアシュベリー - ベルエア・メドウブルックテラス - ベルモア - クレイヒル - ドクターズインレット | - フレミングアイランド - ハイバーニア - レイクジェニーバ - レイクサイド | - マクレー - ミドルバーグ - オークリーフ - バージニアビレッジ |

## 政治
クレイ郡は、フロリダ・パンハンドル地域以外にある郡の中ではアメリカ合衆国大統領選挙で最大級に共和党を支持する郡である。ただし郡や州のレベルでは保守派民主党候補を支持することも多い。
| 年     | 共和党 | 民主党 | その他 |
| ------ | ------ | ------ | ------ |
| 2008年 | 70.9%  | 28.2%  | 0.9%   |
| 2004年 | 76.2%  | 23.3%  | 0.5%   |
| 2000年 | 72.8%  | 25.5%  | 1.7%   |
| 1996年 | 64.5%  | 28.2%  | 7.4%   |
| 1992年 | 58.0%  | 23.3%  | 18.7%  |
| 1988年 | 76.7%  | 23.0%  | 0.3%   |

## 博物館
- クレイ郡歴史・鉄道博物館、グリーンコーブスプリングス市
- ミドルバーグ歴史博物館、ミドルバーグ
- 黒人遺産博物館、ミドルバーグ
- キャンプ・ブランディング博物館、キャンプ・ブランディング